# Каплевидный щит
Каплевидный или миндалевидный щит — тип щита, применявшегося в Европе в X—XIV веках. Назван так за соответствующую форму, во фронтальной проекции напоминал перевёрнутую каплю или миндаль, острой стороной был направлен вниз.

## История
Данный тип сложился, по-видимому, в Византии. Наиболее ранние византийские изображения таких щитов датируются серединой X века.
В Византии их называли щитами-«коршунами», оттуда это название проникло на Британские острова через служивших в Константинополе наемников-англов. В современном английском языке каплевидный щит так и называется — щитом-«коршуном» (Kite Shield).
Около 1000 года каплевидный щит получил распространение по всей Европе, в том числе и на Руси.
Видный британский оружиевед Эварт Оукшотт в своей «Археологии оружия» (The Archaeology of Weapons: Arms and Armour from Prehistory to the Age of Chivalry, 1960) утверждает, что первое известное в Западной Европе изображение подобного щита встречается на миниатюре из «Евангелия Лютара», принадлежавшего императору Оттону III и относящегося к концу X в. Однако приводимое им в качестве доказательства изображение на самом деле является прорисовкой миниатюры более поздней рукописи — «Золотого кодекса» из Эхтернаха (1030—1050 гг.), в котором повторно использовали переплёт, датируемый 980 годом (что, возможно, и вызвало путаницу); в «Евангелии Лютара» же встречаются лишь изображения овальных щитов, традиционных для Византии.
Российский и советский археолог А. Н. Кирпичников, считая каплевидные щиты западноевропейским изобретением, относит их распространение на Руси к эпохе Ярослава Мудрого. Древнейшие русские изображения каплевидных щитов встречаются на миниатюрах Радзивилловской летописи начала XIII века, копирующих, по мнению ряда ученых, более ранние образцы.
В XIV столетии каплевидные щиты выходят из широкого употребления в Европе, будучи заменены небольшими треугольными или круглыми щитами и встречаясь лишь эпизодически. Окончательно и на Руси, и в Европе они исчезают к концу XV века. Последнее известное их западноевропейское изображение встречается на одной из миниатюр «Хроники Арагонского Неаполя» Мелчиоре Феррайоло (1498). Изображения каплевидных щитов, встречающиеся на русских иконах, книжных миниатюрах, фресках и печатях XV—XVI вв., являются, по мнению А. Н. Кирпичникова, данью традиции.

## Конструкция
Распространение каплевидных щитов было связано с развитием кавалерии. Поначалу они снабжались цельнокованными умбонами, как на круглых щитах, вероятно, изготавливались из дерева и обтягивались кожей, по краям оковывались металлом. Щиты имели плоскую или согнутую по оси симметрии форму. Отношение высоты к ширине составляло примерно 2:1. Русские щиты составляли от трети до половины человеческого роста, западные были крупнее.
Подобный щит удерживался на нескольких ремнях, в которые продевали кисть и локоть руки. Подобные ремешки назывались brases, прибивались к деревянной основе щита и располагались в виде «андреевского креста», квадрата или шестиугольника. Имелся дополнительный ремень с изменяемым натяжением — guige, позволявший откинуть щит за спину, подвесить вокруг шеи, или освободить вторую руку для того, чтобы использовать меч, секиру или копье.
Около 1150 года верхний край подобных щитов становится почти прямым, вероятно, для удобства обзора. К концу XII века каплевидные щиты становятся меньше, лишаются умбонов, а по очертаниям приближаются к треугольным. Это делает их более мобильными и удобными для манипулирования в бою.
На русских каплевидных щитах XII—XIV вв. делались различные изображения — кресты, а также звери (львы, барсы) и птицы (орлы). Они представляли собой зачатки гербов, например воины Владимиро-Суздальского княжества наносили на щиты изображение барса или льва.